# Плечова кістка
Плечова́ кістка (лат. humerus) — довга трубчаста кістка має тіло (діафіз) та дві голівки (епіфізи). На верхньому епіфізі є кулястої форми суглобова поверхня для сполучення з лопаткою, анатомічна шийка, великий (латеральний) і малий (медіальний) горбки. Від горбків вниз відходять гребені, між якими іде міжгорбкова борозна (тут розташоване сухожилля двоголового м'яза).
Нижче горбів знаходиться тонша частина кістки — хірургічна шийка — місце переломів. На тілі є дельтоподібна горбистість, до якої прикріплюється дельтоподібний м'яз. На нижньому епіфізі є два суглобові вирости і два надвирости: більший медіальний і менший латеральний. Суглобові вирости несуть блокоподібну поверхню для з'єднання з ліктьовою кісткою, і кулясту для з'єднання з променевою кісткою. На нижньому епіфізі є ще ліктьова ямка і вінцева, куди заходять відповідні суглобові вирости ліктьової кістки. Ліктьова ямка глибша від вінцевої.